# Ropalidia opulenta
Ropalidia opulenta är en getingart som först beskrevs av Smith 1857.  Ropalidia opulenta ingår i släktet Ropalidia och familjen getingar. Inga underarter finns listade i Catalogue of Life.